# Bonding-Studierendeninitiative
Die bonding-studierendeninitiative e.V. (oder kurz bonding) ist ein gemeinnütziger Verein, der es sich zum Ziel gesetzt hat, bereits während des Studiums, Studierenden Einblicke ins spätere Berufsleben zu ermöglichen und den Kontakt zwischen Unternehmen und Studierenden herzustellen. Hierzu werden unterschiedliche Veranstaltungen wie Exkursionen, Fachvorträge und Firmenkontaktmessen organisiert, die grundsätzlich für alle Studierenden kostenlos sind. Mitglieder des Vereins sind ausschließlich Studierende. Der Verein wird vom Vereinsvorstand repräsentiert, der jeweils für ein Jahr gewählt ist. Hochschulgruppen der bonding-studenteninitiative gibt es an elf Standorten in ganz Deutschland.

## Historie
Am 10. Februar 1988 wurde bonding an der RWTH in Aachen gegründet. Am 25. November desselben Jahres fand die erste bonding Firmenkontaktmesse statt. Es folgte die Gründung weiterer Hochschulstandorte in ganz Deutschland, des Förderkreises und der Ehemaligen-Organisation bonding-Alumni. Im Jahr 2017 wurde der Standort Erlangen zum Standort Erlangen-Nürnberg umbenannt und ausgeweitet. 2019 wurde die Plattform Jobwall.de gestartet, um der Zielgruppe von bonding die Möglichkeit zu bieten, eine Online Karriere Plattform zu nutzen.

## Veranstaltungen
Zweck der bonding-studierendeninitiative ist es, verschiedene Vorträge, Exkursionen und Thementage zu organisieren, um Studierenden den Kontakt zu Unternehmen zu erleichtern. Die Veranstaltungen werden dabei in verschiedene Rubriken unterteilt. Neben Veranstaltungen werden weitere Projekte realisiert, wie zum Beispiel den halbjährlichen Semesterplaner.

### Firmenkontaktmesse
Die bonding Firmenkontaktmesse ist eine der größten Firmenkontaktmessen in Deutschland. Jeder Hochschulstandort veranstaltet eine Firmenkontaktmesse pro Jahr. Die Firmenkontaktmesse richtet sich hauptsächlich an Naturwissenschaftler, MINT Studiengänge und (Wirtschafts-)Ingenieure. Am Standort Aachen wurden 2017 ca. 20.000 (2010 ca. 15.000) Studierenden erwartet. Da die Firmenkontaktmesse seit mittlerweile 30 Jahren veranstaltet wird, zählt sie zu den ältesten deutschen Messen. 

### Thementage
Zu verschiedenen Fachrichtungen werden verschiedene Thementage organisiert wie der AutomotiveDay, die IndustryNight oder die CareerNight. Thementage stellen kleinere Veranstaltungen dar, an denen eine kleinere Anzahl an Unternehmen teilnimmt.

### Softskill-Training
Die Mitglieder der bonding-studierendeninitiative werden regelmäßig in verschiedenen Trainings geschult. Oft werden in dem conmoto genannten Programm Softskill-Trainings angeboten. Externen Studierenden bietet bonding die Möglichkeit, Seminare und Trainings zu verschiedenen Themen zu besuchen. 

### Exkursionen
In Kooperation mit Unternehmen werden Exkursionen veranstaltet. So werden Fahrten zu Industriemessen wie der CeBit oder der IAA angeboten. Außerdem führen Exkursionen oft in die Werke der Unternehmen.

## Kooperationen

### Förderkreis
Der bonding Förderkreis besteht aktuell aus 17 Mitgliedern: ABB, Audi, Bosch, brose, Continental, Daimler, Deutsche Bahn, Henkel, Infineon, P3, Porsche, Rohde & Schwarz, ThyssenKrupp, TÜV Rheinland, Unilever, und Voith.

### Partnerinitiativen
bonding kooperiert mit verschiedenen nationalen und internationalen Initiativen, zum Beispiel dem Board of European Students of Technology (BEST). bonding ist Gründungsmitglied des Verbands deutscher Studierendeninitiativen (VDSI).

## Hochschulstandorte
| Hochschulstandort | Gründung           | besondere Hinweise                                               |
| ----------------- | ------------------ | ---------------------------------------------------------------- |
| Aachen            | 10. Februar 1988   | Gründungsstandort und größte Firmenkontaktmesse                  |
| Berlin            | 16. Januar 1991    |                                                                  |
| Braunschweig      | 31. Januar 1990    |                                                                  |
| Bremen            | 20. Dezember 2015  | Jüngste Hochschulgruppe                                          |
| Dresden           | 1. Oktober 1990    | Gründung noch vor der offiziellen Wiedervereinigung Deutschlands |
| Erlangen-Nürnberg | 12. September 1997 | 2017 wurde der Standort Erlangen zum Standort Erlangen-Nürnberg  |
| Hamburg           | 8. Februar 1997    |                                                                  |
| Kaiserslautern    | 23. Februar 1999   |                                                                  |
| Karlsruhe         | 8. Februar 1989    | Zweiter gegründeter Standort                                     |
| Stuttgart         | 29. November 1989  |                                                                  |

## Kontroversen
Als Organisator von Firmenkontaktmessen mit Zulassung der Rüstungsindustrie wird die bonding-studierendeninitiative von anderen Studierenden(-Organisationen) kritisiert. Der AStA der Technischen Universität Berlin veröffentlichte im April 2015 einen Artikel über die Firmenkontaktmesse in Berlin. Auf der Messe 2013 in Dresden gab es Proteste von Studierenden gegen die Rüstungsindustrie.

## Bekannte Ehemalige
- Markus Miele, Mitglied der Geschäftsführung des Unternehmens Miele & Cie
- Friedrich Joussen, deutscher Manager, Vorstandsvorsitzender von TUI